# Rāmban
Rāmban är en ort i distriktet Rāmban i Indien.   Den ligger i unionsterritoriet Jammu och Kashmir, i den norra delen av landet, 500 km norr om huvudstaden New Delhi. Rāmban ligger 724 meter över havet och antalet invånare är 7 317.
Terrängen runt Rāmban är huvudsakligen bergig, men den allra närmaste omgivningen är kuperad. Rāmban ligger nere i en dal. Runt Rāmban är det ganska tätbefolkat, med 104 invånare per kvadratkilometer. Rāmban är det största samhället i trakten. I omgivningarna runt Rāmban växer i huvudsak barrskog.